# I morgen er alt mulig
I morgen er alt mulig er en dansk kortfilm fra 2009 instrueret af Nikolaj Bendix Skyum Larsen.

## Handling
Denne artikel mangler et handlingsreferat. Hjælp os med at skrive det.